# 11593 Uchikawa
11593 Uchikawa è un asteroide della fascia principale. Scoperto nel 1995, presenta un'orbita caratterizzata da un semiasse maggiore pari a 2,2154374 UA e da un'eccentricità di 0,0931241, inclinata di 2,59234° rispetto all'eclittica.